# 高松凌雲

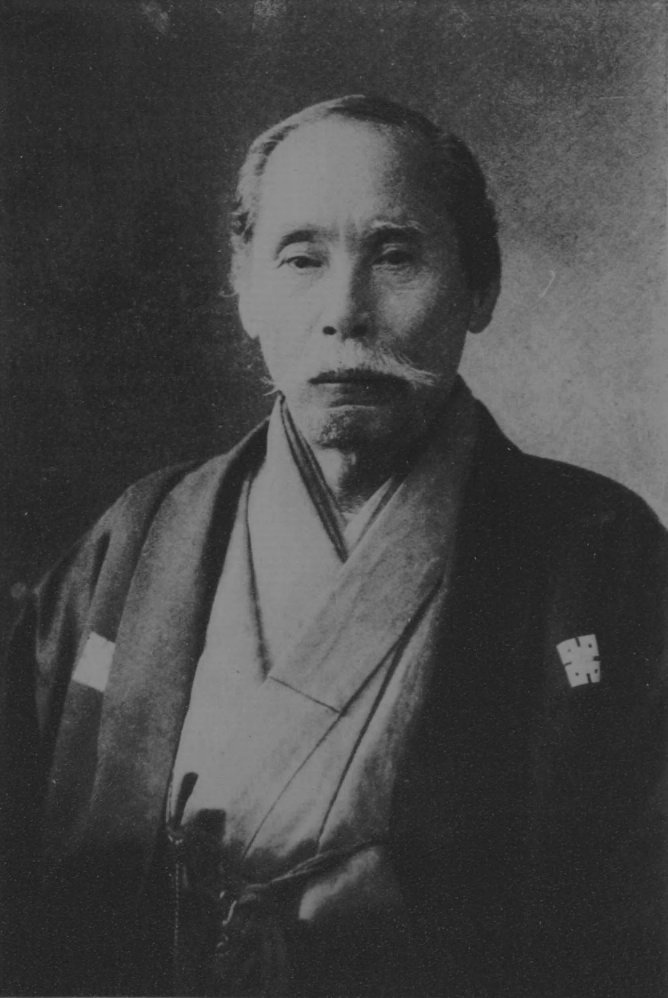
高松凌雲

高松 凌雲（たかまつ りょううん、天保7年12月25日（1837年1月31日）- 大正5年（1916年10月12日）為幕末 - 明治時期的醫師。出身現在的福岡縣小郡市。名字為權平。莊三郎。在箱館戰争中設立箱館醫院（今函館醫院）。之後、創設被說是民間救護團體前身的同愛社。也被認為是日本紅十字會運動的先驅者。

## 生涯

### 被幕府所錄用
高松凌雲出生於天保7年（1837年）12月25日、福岡縣。20歳時成為久留米藩家臣川原家的養子。22歳受到在江戶哥哥・古屋佐久左衛門請求而前往京都並立志要當醫生。
然後進入當時、以蘭方醫（荷蘭醫學）而著名的石川櫻所門下、徹底學習荷蘭醫学。之後前往大阪進入集結全国人才的適塾並且接受緒方洪庵的指導。凌雲也在這裡展現頭角、不僅學到西洋醫學的知識、還能自在地講著荷蘭語。接著還進入幕府開立的英学所學英文、使他的英語也相當流利。
慶應元年（1865年）、知道凌雲才能的一橋家，將凌雲拔擢成一橋家専屬醫生。大體上那時同樣出身一橋家的德川慶喜也成為第15代將軍、因此凌雲也被幕府登用為奥詰醫生。

### 到法國留學
慶應3年（1867年）、日本參加在法國巴黎舉辦的萬国博覽會。幕府那時則是因為倒幕運動造成国内混亂、而被国際社會所認識、因此此舉，有保持幕府主權的意思。由將軍徳川慶喜的弟弟昭武為代表而組成日本代表團、凌雲則是因為其西洋醫学知識和語言能力受到高度評價而以隨行醫生的身分參加。
在博覽會會結束後、凌雲以留学生身份留在巴黎。資金則由幕府負擔。
凌雲作為留學生選擇了HOTEL-DIEU（神之家之意）醫院及醫學院。
凌雲在這所學校學習各式最新醫術，當時日本並未進行外科手術、連在在患部貼膏藥的治療也沒有。但在「神之家」不但有進行上述措施，也進行使用麻醉的剖腹手術。這種技術的差異給凌雲很大的衝擊、「神之家」中也設有貧民醫院。在那裡，貧困的人得以有免費的診察・治療。雖然是免費的貧民醫院、設備卻相當齊全、診察也是由「神之家」醫院的醫師和護士來做。
不過這間醫院是由貴族、富豪、政治家等捐款而成立，是一家不受國內援助的民間醫院。
在凌雲於「神之家」留學中、徹底得到「醫生是拯救人類生命的尊貴職業」的精神。在「神之家」中、醫生追求高尚的人格，對於患者不論貧富皆施以最佳的治療。貧民醫院正是實踐這種精神的最佳場所。

### 箱館戰争
但留学的生活經過1年半後而結束。隨著德川慶喜的大政奉還以及鳥羽伏見之戰的爆發、日本因此陷入混亂狀態。在凌雲到達江戶灣時、幕府已經崩壞、江戶城也被薩長勢力奪下、主公慶喜也被軟禁在水戶。凌雲為了報答幕府讓他留學的恩情、於是與前往蝦夷地創立國家的榎本武揚會合並以醫生身分參加箱館戰爭。
進入箱館時、凌雲就任箱館醫院院長。這是受到榎本的請託而就任、但他也對榎本提出「對於醫院一切營運不能插手」的條件。在這裡，凌雲對餘傷者不論敵我方皆會加以治療。最初因為敵我方士兵一起接受治療而產生混亂或反抗、但凌雲也因為在巴黎留学時學到的精神、毅然地去制止他們，並繼續這個原則。這次行動也是日本第一次的紅十字活動、在日本史上也是一件大事。
不久，箱館戰爭隨著舊幕府軍戰敗而結束。凌雲雖然與榎本一起行動而有共同的立場、但因為對於敵我方皆施以平等的治療、另外也因為擁有豐富的醫學知識而受到新政府的高度評價、因此減輕對於他的處罰。
（但是負責處理箱館戰爭的黑田清隆以「失去這麼有為的人材，是国家的損失」為由，主張不要對他進行處罰、但凌雲並未接受）

### 箱館戰爭後
箱館戰爭之後、凌雲回到東京開設醫院。雖然新政府開出許多職位邀請他就任、但全被他拒絕，並選擇擔任一名醫生而要將「神之家」的精神加以實踐。這家醫院相當成功、對於貧窮的家庭也不收任何治療費、但另一方面，由於只有他一人，所以能處理的事情相當有限。因此也讓凌雲察覺到需要有個能得到其他醫生幫助並且還能進行免費治療的組織存在。
明治11年（1878年）12月、醫師會上、作為醫師會長的凌雲，提出設立對於貧民免費治療的組織「同愛會」。這個提案獲得大家的支持、翌年・明治12年（1879年）、終於正式成立被稱為是民間救護團體的同愛社。受到同愛社所治療的貧民據說有70萬人或100萬人之多。
大正5年（1916年）、凌雲以81歳之齡而死去。

## 出現作品
- 獅子的時代（NHK大河劇、演員：尾上菊五郎）
- 五稜郭（日本電視台年末特別時代劇、演員：風間杜夫）
- 吉村昭『夜明けの雷鳴』（文藝春秋、文春文庫）
- 動畫幕末機關說（配音：遠藤守哉）
- 直衝青天（NHK大河劇、演員：細田善彥（日语：細田善彦））